# Vityaz (1883)
Pour les articles homonymes, voir Vityaz (homonymie).
Le Vityaz (en russe : Витязь, littéralement « chevalier ») est une corvette puis un croiseur protégé en service dans la Marine impériale de Russie. Il est utilisé pour des études hydrographiques et accomplit un tour du monde (1886-1889). En 1893, le Vityaz est converti en croiseur.
Son concepteur est l'amiral Titov et la corvette est construite sous la supervision de l'architecte naval A. Leontiev.

## Historique de laVityaz
La Vityaz est construite en 1883, son lancement a lieu le 23 octobre 1884 à Saint-Pétersbourg ; son commandement est confié à Stepan Ossipovitch Makarov.

### Carrière dans la Marine impériale de Russie
En 1886, le Vityaz entreprend un tour du monde. La corvette traverse l'océan Atlantique, passe le détroit de Magellan et vient s'ancrer dans le port de Vladivostok, puis elle se dirige vers le Pacifique Nord pour des études hydrographiques. Après six mois de travail, en décembre 1888, la corvette longe les côtes de Chine puis d'Indochine, elle traverse la mer Rouge, emprunte le canal de Suez, navigue en Méditerranée, passe le détroit de Gibraltar. Le 1er juin 1889, la corvette jette l'ancre dans le port de Kronstadt.
En 1891, le Vityaz reçoit son affectation pour servir dans le Pacifique. En avril 1893, la corvette, convertie en croiseur, s'écrase sur un rocher dans le détroit de Nevelskoï situé entre l'île Sakhaline et le continent eurasien.
Le nom de cette corvette figure parmi dix noms de navires sculptés sur le fronton du musée océanographique de Monaco,.
Au début du XXe siècle, un croiseur de la classe Bogatyr est également baptisé Vityaz, mais ce bâtiment de guerre en construction fut détruit lors d'un incendie.